# Bogusław Zychowicz
Bogusław Stanisław Zychowicz (ur. 18 maja 1961 w Mielcu) – polski pływak, olimpijczyk z Moskwy 1980.

## Życiorys
Ukończył LO przy Szkole Mistrzostwa Sportowego w Raciborzu, a następnie wrocławski AWF. W trakcie kariery sportowej reprezentował kluby Stal Mielec (lata 1968-1980) oraz Śląsk Wrocław (lata 1980-1986). Specjalista w stylu motylkowym. Mistrz Polski na:
- 100 metrów stylem motylkowym w latach 1980, 1981, 1983, 1984,
- 200 metrów stylem motylkowym w latach 1978, 1980, 1981.

Wielokrotny rekordzista Polski zarówno na basenie 25 metrowym jak i 50 metrowym.
Na igrzyskach w Moskwie wystartował w wyścigu na 100 metrów stylem motylkowym, w którym odpadł w półfinale oraz w wyścigu na 200 metrów stylem motylkowym, w którym odpadł w eliminacjach.

## Rekordy życiowe

### Basen 25 metrowy
- 100 metrów stylem motylkowym - 56,01 uzyskany w Lublinie 13 marca 1981 roku
- 200 metrów stylem motylkowym - 2.01,52 uzyskany w Warszawie 26 marca 1982 roku

### Basen 50 metrowy
- 50 metrów stylem motylkowym - 26,47 uzyskany w Mielcu 7 sierpnia 1986 roku
- 100 metrów stylem motylkowym - 56,21 uzyskany we Wrocławiu 14 sierpnia 1986 roku
- 200 metrów stylem motylkowym - 2.03,88 uzyskany w Oświęcimiu 24 lipca 1981 roku